# Home fires
Home fires, även kallad Hemmets härd i Finland, är en brittisk dramaserie från 2015–2016 som hade premiär på ITV den 3 maj 2015. Den visades på SVT 2017, med repris 2019.
Serien är inspirerad av boken Jambusters av Julie Summers. Den handlar om kvinnoföreningens medlemmar, på hemmafronten under andra världskriget, i det lilla lantliga samhället Great Paxford i Cheshire. Den första säsongen utspelar sig från september 1939 till våren 1940 och den andra från sommaren 1940 fram till hösten samma år. Serien utgörs till stor del av en kvinnoensemble, inklusive skådespelare som Francesca Annis, Samantha Bond, Claire Rushbrook, Fenella Woolgar, Leanne Best, Ruth Gemmell och Rachel Hurd-Wood.
Termen Home Fires anspelar på en sång från 1914 av Ivor Novello. Sångens fullständiga titel är Keep the Home Fires Burning och handlar om de unga män som drar ut i krig och om deras hemlängtan till hem och härd, där deras anhöriga håller elden vid liv i väntan på dem.

## Rollista i urval
- Francesca Annis - Joyce Cameron
- Daisy Badger - Claire Wilson
- Mark Bazeley - Bob Simms
- Leanne Best - Teresa Fenchurch
- Samantha Bond - Frances Barden
- Clare Calbraith - Steph Farrow
- Chris Coghill - Stanley Farrow
- Ruth Gemmell - Sarah Collingborne
- Frances Grey - Erica Campbell
- Rachel Hurd-Wood - Kate Campbell
- Leila Mimmack - Laura Campbell
- Mike Noble - Spencer Wilson
- Claire Price - Miriam Brindsley
- Claire Rushbrook - Pat Simms
- Daniel Ryan - Bryn Brindsley
- Ed Stoppard - Will Campbell
- Fenella Woolgar - Alison Scotlock
- Jodie Hamblet - Jenny Marshall
- Jacqueline Pilton - Cookie
- Eileen Davies - Anne
- Anthony Calf - Peter Barden
- Mark Umbers - Nick Lucas
- Alexandre Willaume  - Marek Novotny
- Mark Bonnar - Pastor Adam Collingborne

## Roman
Efter seriens nedläggning fortsatte manusförfattaren historien istället i romanform. Den publicerades i juli 2017 som en e-bok (i fyra delar), den kompletta romanen i bokformat, Keep the Home Fires Burning, publicerades i maj 2018.